# Фрайзе, Экхард
Экхард Фрайзе (нем. Eckhard Freise; род. 30 ноября 1944) — немецкий историк.

## Биография
Окончил Вестфальский университет имени Вильгельма, преподавал в Мангеймском университете, с 1996 г. профессор истории средних веков университета в Вуппертале. Специалист по истории искусства, культуры и религии Средних веков. Автор ряда работ по истории германских монастырей — например, книги «К истории монахов и настоятелей Хельмарсхаузена» (нем. Zur Geschichte der Äbte und Mönche von Helmarshausen; 2003), средневековому германскому праву (в частности, о «Саксонском зерцале») и др. Принимал активное участие в различных каталогах средневековых германских рукописей.
В 2000 году он стал первым победителем германский версии «Кто хочет стать миллионером?».